# والتر برادبنت
والتر برادبنت (انگلیسی: Walter Broadbent؛ ‏ ۱۸۶۸ – ۱۹۵۱) پزشک اهل انگلستان بود که به خاطر توصیف نشانه برادبنت پریکاردیت فشارنده شناخته می‌شود.
والتر برودبنت فرزند ویلیام برادبنت بود و در سال ۱۸۶۸ متولد شد. او در مدرسه هارو، کالج ترینیتی، کمبریج وبیمارستان سنت ماری آموزش دید و در سال ۱۸۹۳ فارغ‌التحصیل شد. نخستین مقاله او در سال ۱۸۹۵ منتشر شد و در آن، نشانه برادبنت تشریح شد.